# Финляндия на летних Олимпийских играх 1948
На Летних Олимпийских играх 1948 года Финляндию представляло 129 спортсменов (123 мужчины и 6 женщин), выступивших в 16 видах спорта. Они завоевали 8 золотых, 7 серебряных и 5 бронзовых медалей, что вывело финскую сборную на 6-е место в неофициальном командном зачёте.

## Медалисты
| Медаль  | Спортсмен | Вид спорта                  | Дисциплина                                              |
| ------- | --- | --------------------------- | ------------------------------------------------------- |
| Золото  | Тапио Раутаваара | Лёгкая атлетика             | Мужчины, метание копья                                  |
| Золото  | Вейкко Хухтанен | Спортивная гимнастика       | Мужчины, личное первенство                              |
| Золото  | Вейкко Хухтанен | Спортивная гимнастика       | Мужчины, конь                                           |
| Золото  | Пааво Аалтонен | Спортивная гимнастика       | Мужчины, конь                                           |
| Золото  | Хейкки Саволайнен | Спортивная гимнастика       | Мужчины, конь                                           |
| Золото  | Пааво Аалтонен | Спортивная гимнастика       | Мужчины, опорный прыжок                                 |
| Золото  | Пааво Аалтонен Вейкко Хухтанен Калеви Лайтинен Олави Рове Алексантери Саарвала Суло Салми Хейкки Саволайнен Эйнари Терясвирта | Спортивная гимнастика       | Мужчины, командное первенство                           |
| Золото  | Леннарт Вийтала | Борьба                      | Мужчины, вольная борьба, до 52 кг                       |
| Серебро | Эркки Катая | Лёгкая атлетика             | Мужчины, прыжки с шестом                                |
| Серебро | Катри Парвиайнен | Лёгкая атлетика             | Женщины, метание копья                                  |
| Серебро | Курт Вирес | Гребля на байдарках и каноэ | Мужчины, байдарка-одиночка, 10 км                       |
| Серебро | Паули Янхонен | Стрельба                    | Мужчины, произвольная винтовка из трёх положений, 300 м |
| Серебро | Вейкко Хухтанен | Спортивная гимнастика       | Мужчины, брусья                                         |
| Серебро | Олави Рове | Спортивная гимнастика       | Мужчины, опорный прыжок                                 |
| Серебро | Келпо Грёндаль | Борьба                      | Мужчины, греко-римская борьба, до 87 кг                 |
| Бронза  | Туре Аксельссон Нильс Бьёрклёф                                                                                                | Гребля на байдарках и каноэ | Мужчины, байдарка-двойка, 10 км                         |
| Бронза  | Туре Аксельссон Нильс Бьёрклёф                                                                                                | Гребля на байдарках и каноэ | Мужчины, байдарка-двойка, 1 км                          |
| Бронза  | Пааво Аалтонен | Спортивная гимнастика       | Мужчины, личное первенство                              |
| Бронза  | Вейкко Хухтанен | Спортивная гимнастика       | Мужчины, перекладина                                    |
| Бронза  | Рейно Кангасмяки | Борьба                      | Мужчины, греко-римская борьба, до 52 кг                 |